# Steppenraute
Die Steppenraute oder Harmelraute (Peganum harmala), im deutschen Sprachraum auch Harmalkraut, Syrische Steppenraute oder Afrikanische Raute genannt, ist eine Pflanzenart aus der Gattung Peganum innerhalb der Familie der Nitrariaceae. Sie gedeiht vor allem in Wüsten, Halbwüsten und Steppen von Westasien bis Nordindien, gelegentlich aber auch im Mittelmeerraum. Sie wird vielseitig genutzt. Wegen der in allen Pflanzenteilen enthaltenen Harman-Alkaloide sind die sedierend bis narkotisch wirkenden Extrakte daraus mit die ältesten als Halluzinogen und als Heilmittel eingesetzten Pflanzeninhaltsstoffe.

## Beschreibung

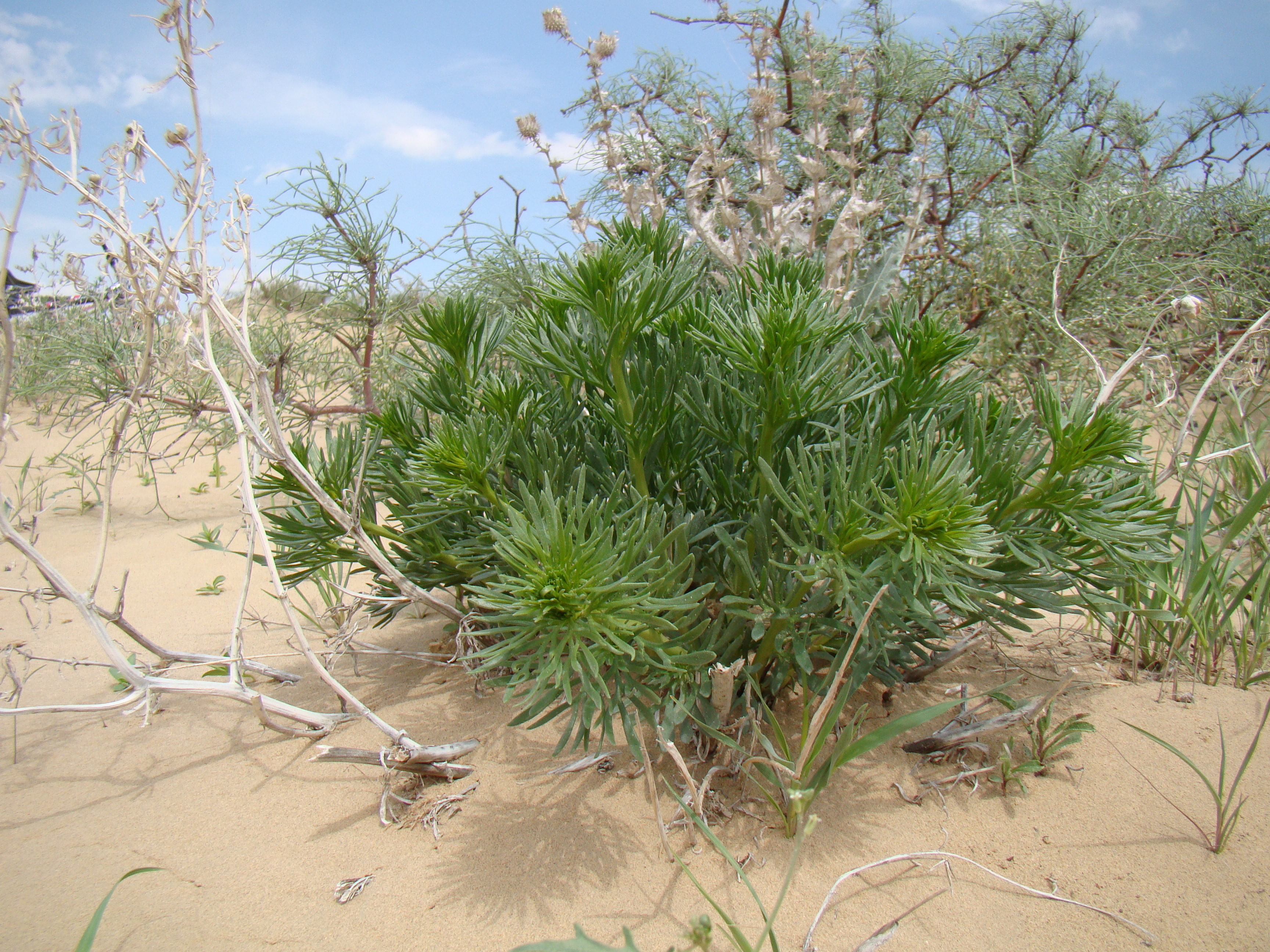
Habitus und Laubblätter

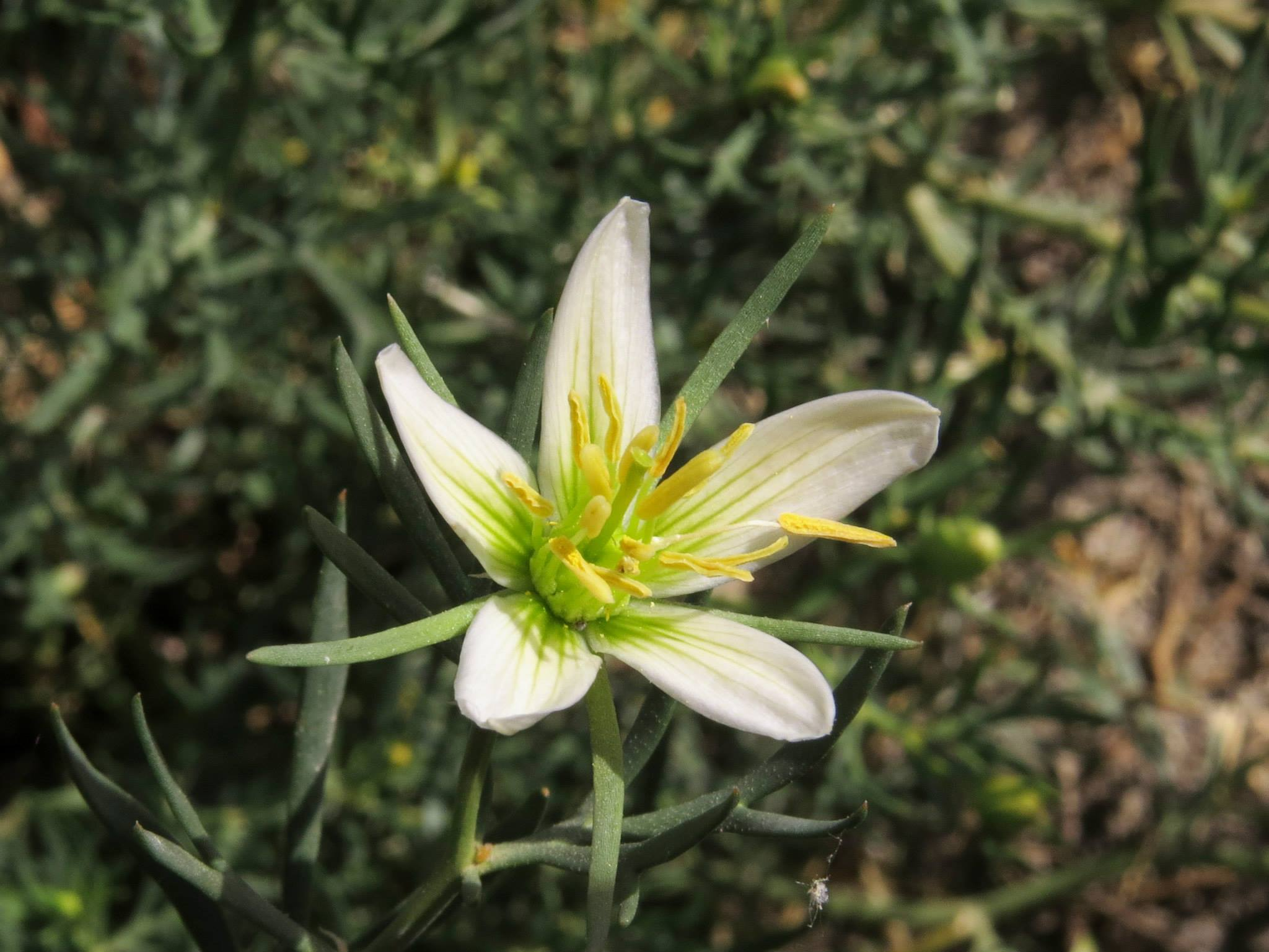
Fünfzählige Blüte im Detail

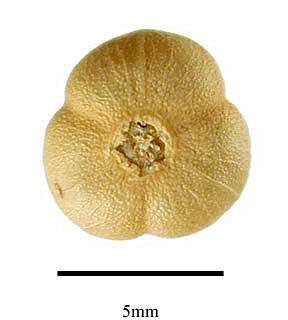
Kapselfrucht

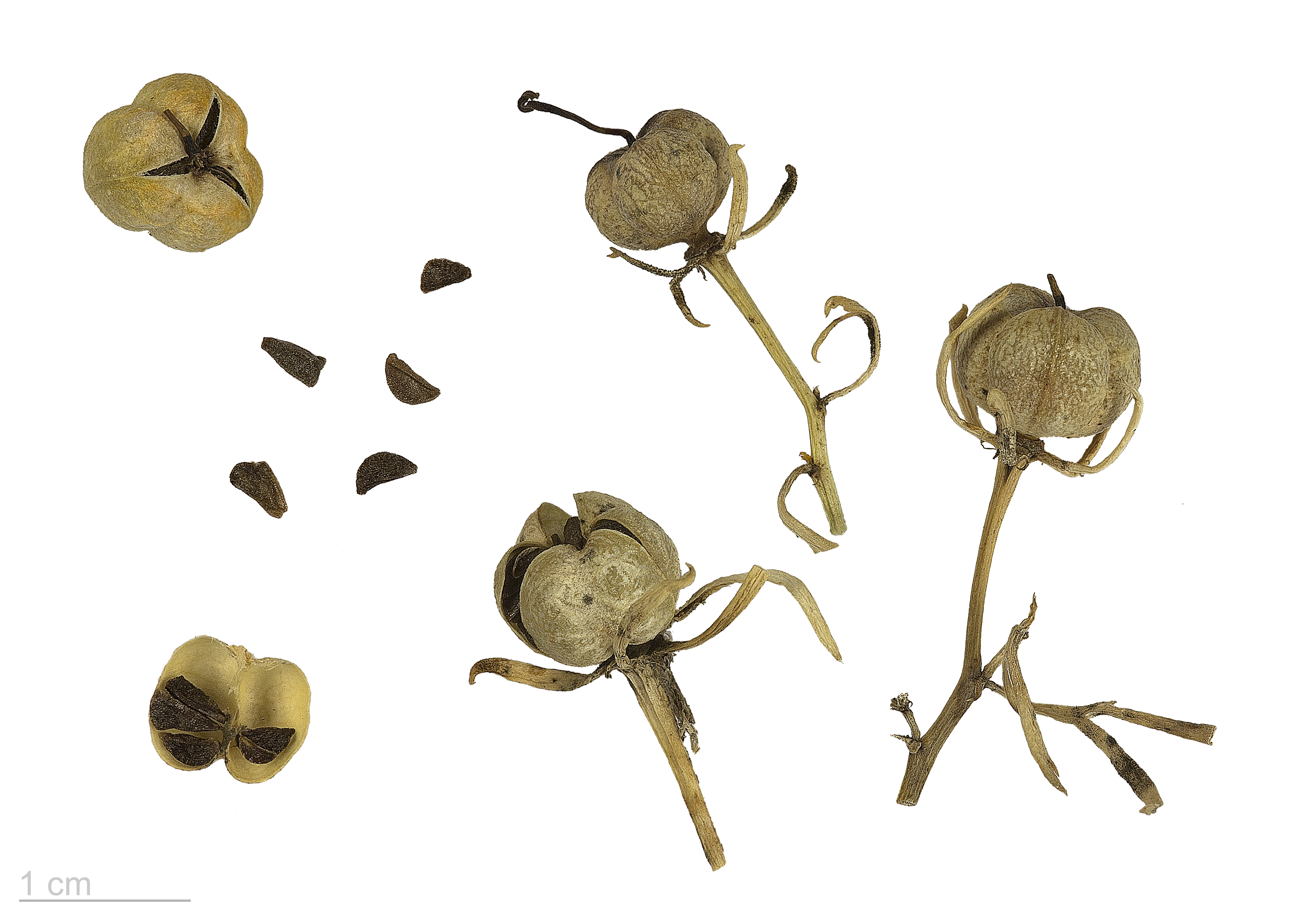
Früchte und Samen

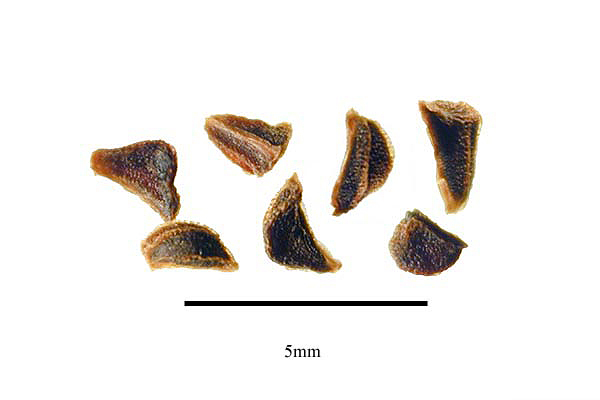
Samen

### Vegetative Merkmale
Die Steppenraute ist eine ausdauernde krautige Pflanze, die Wuchshöhen von meist 25 bis 60, manchmal bis zu 70 Zentimetern erreicht. Sie wächst aufrecht bis ausgebreitet und ist von der Basis an reich verzweigt. Die oberirdischen Pflanzenteile sind kahl. Sie besitzt einen charakteristischen unangenehmen Geruch. Die tiefreichenden (an trockenen Standorten bis zu 6,1 Meter tief) Wurzeln weisen einen Durchmesser bis zu 2 Zentimetern auf.
Die meist wechselständig angeordneten Laubblätter sind sitzend. Die meist kahle, etwas fleischige Blattspreite hat bei einer Länge von 4 bis 8 Zentimetern einen eiförmigen Umriss und ist unregelmäßig fiederteilig. Die drei bis fünf ganzrandigen Blattsegmente sind bei einer Länge von meist 3 bis 3,5 (1 bis 5) Zentimetern sowie einer Breite von meist 2 bis 3 (1,5 bis 5) Millimetern linealisch bis linealisch-lanzettlich oder fast elliptisch mit spitzem oberen Ende. Die Nebenblätter sind bei einer Länge von 1,5 bis 2,5 Millimetern borstenförmig.

### Generative Merkmale
Die Blüten stehen meist einzeln den Laubblättern gegenüber im oberen Teil der Sprossachsen. Der fadenförmige Blattstiel ist 10 bis 25 Millimeter lang.
Die relativ großen, zwittrigen Blüten sind bei einem Durchmesser von 2 bis 2,5 Zentimetern radiärsymmetrisch und fünfzählig mit doppelter Blütenhülle. Die fünf freien, kahlen, laubblattähnlichen Kelchblätter sind bei einer Länge von 10 bis 15, selten bis zu 18 Millimetern linealisch mit spitzem oderen Ende und einfach oder fiederteilig mit 1,5 bis 2 Zentimeter langen linealischen Segmenten. Die fünf freien und gelblich-weißen, fast gleichen Kronblätter sind bei einer Länge von meist etwa 15 (10 bis 20) Millimetern sowie einer Breite von meist 6 bis 8 (5 bis 9) Millimetern länglich bis länglich-elliptisch oder verkehrteiförmig-länglich mit einem stumpfen oberen Ende. Der relativ kleine Nektardiskus ist regelmäßig fünflappig. Es sind meist drei Kreise mit je fünf relativ kurzen Staubblätter vorhanden; selten sind es weniger als 15. Die Staubfäden sind an der Basis des Diskus inseriert. Die an ihrer Basis verbreiterten Staubfäden sind bei einer Länge von 4 bis 5 Millimetern kürzer als die Staubbeutel. Die dorsifixen Staubbeutel sind bei einer Länge von etwa 6 Millimetern pfeilförmig. Der Fruchtknoten ist fast sitzend oder kurz gestielt. Drei Fruchtblätter sind zu einem kahlen, oberständigen und dreikammerigen Fruchtknoten verwachsen. Der mit einer Länge von 8 bis 10 Millimetern relativ kurze Griffel ist in den oberen 6 Millimetern dreieckig oder -kielig und endet in einer keulenförmigen Narbe.
Die kahlen, mit einem Durchmesser von meist etwa 10 (6 bis 12) Millimetern relativ kleinen, dreilappigen, -teiligen und kugeligen, trockenen Kapselfrüchte mit beständigem Kelch und Griffelresten. Die Kapselfrucht öffnet sich lokulizid (= fachspaltig) und enthält relativ viele (mehr als 50) Samen. Die dunkel- bis schwärzlich-braunen Samen sind bei einer Länge von etwa 2 Millimetern dreikantig und leicht gekrümmt. Die weichliche Samenschale ist feinwarzig.
Die Blütezeit reicht je nach Standort von April bis Juni. Die Früchte reifen in China von Juli bis November.

### Chromosomensatz
Die Chromosomengrundzahl beträgt x = 12, es liegt Diploidie vor mit meist einer Chromosomenzahl von 2n = 24, aber es wurde bei einer Untersuchung auch eine Chromosomenzahl von 2n = 22 ermittelt.

## Ökologie
Bei Peganum harmala handelt es sich um einen Hemikryptophyten.
Der Nektardiskus produziert nur eine relativ kleine Menge an Nektar. Der Blütennektar von Peganum harmala ist reich an Zuckern, die von Bienen bevorzugt werden, und reich an Aminosäuren. Über die Bestäuber ist nur wenig bekannt.

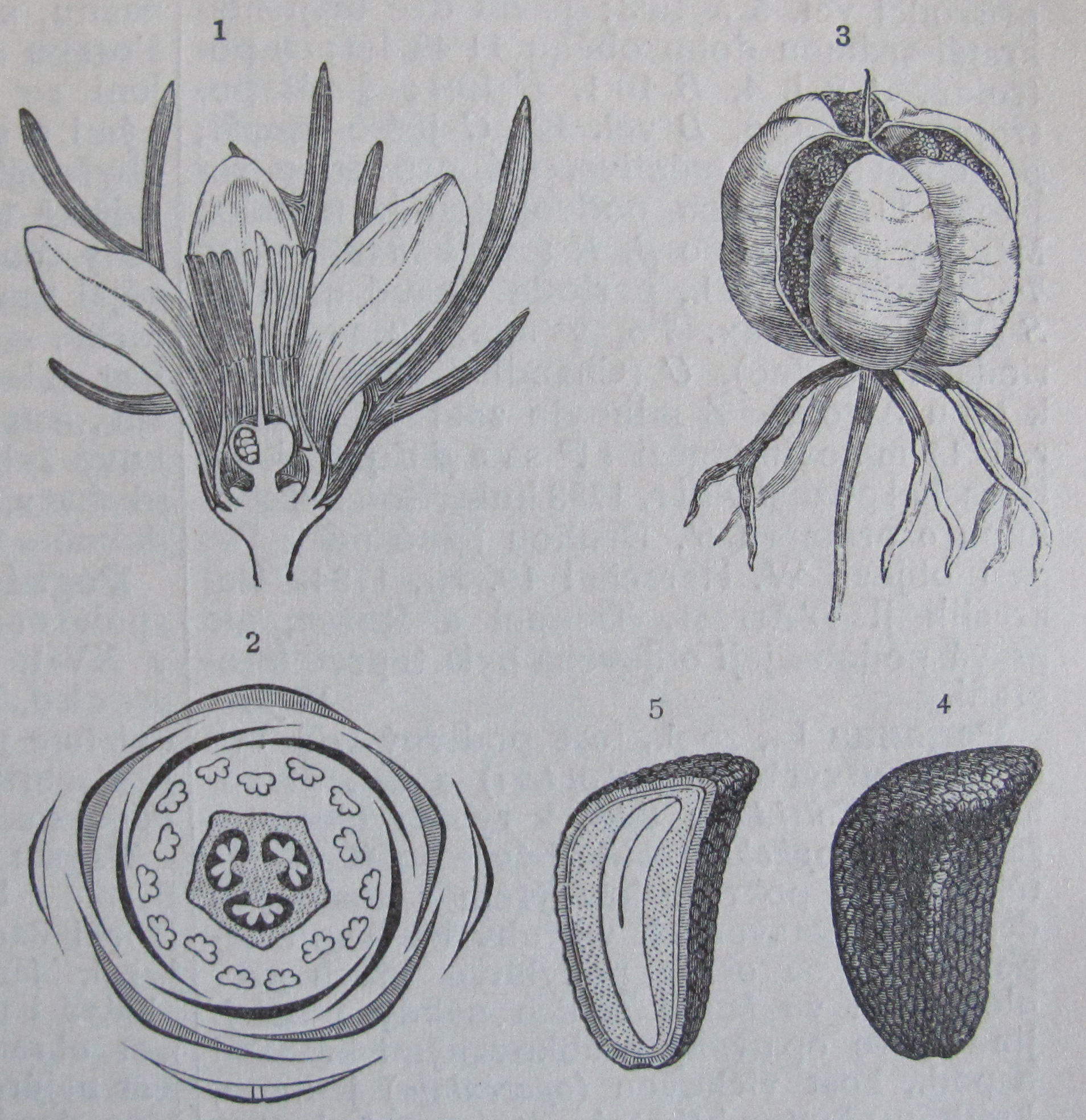
Illustration aus Ottův slovník naučný. Band 19, 1902, S. 3072

## Verbreitung
Peganum harmala ist in Südwest-, Südost- sowie Südeuropa, in Nordafrika, Westasien, auf der Arabischen Halbinsel, im Kaukasusraum, in Zentralasien, Himalaja und auf dem Indischen Subkontinent weitverbreitet. Es gibt Fundortangaben für Spanien, Italien (inklusive Sardinien), den südlichen europäischen Teil Russlands, Moldawien, die Ukraine, Krim, Bulgarien, Rumänien, Serbien, Griechenland, Zypern, Mauretanien, Kuwait, Saudi-Arabien, die Sinai-Halbinsel, den Iran, Irak, Israel, Jordanien, Libanon, Syrien, die Türkei, Marokko, Algerien, Ägypten, Libyen, Tunesien, Ciskaukasien, Armenien, Aserbaidschan, Georgien, Dagestan, Kasachstan, Kirgisistan, Tadschikistan, Turkmenistan, Usbekistan, Afghanistan, Indien, Kaschmir, Pakistan, Tibet, Xinjiang, Gansu, Ningxia, Qinghai, das westliche Hebei, nördliche Shanxi, die westliche Innere Mongolei und die westliche Mongolei.
Peganum harmala ist in vielen Gebieten der Welt ein Neophyt. Sie wird in einigen Ländern, beispielsweise in den USA und in Australien, als Invasive Pflanzenart gewertet. Besonders in einigen südlichen Staaten der USA wird Peganum harmala als Invasive Pflanzenart, die bekämpft werden muss, angesehen.

## Systematik
Die Erstveröffentlichung von Peganum harmala erfolgte 1753 durch Carl von Linné in Species Plantarum, Tomus I, S. 444, mit der Bezeichnung "Harmala". Das Lectotypusexemplar ist im George Clifford Herbarium mit der Nummer 206, Peganum no. 1 hinterlegt. Dieses Lectotypusmaterial wurde 1993 durch Mohammed Nabil El Hadidi in C. E. Jarvis, F. R. Barrie, D. M. Allan, J. L. Reveal (Hrsg.): A List of Linnean Generic Names and their Types. In: Regnum Vegetabile. Band 127, S. 74, festgelegt. B. L. Burtt und Patricia Lewis hatten in Kew Bulletin. Band 9, Nr. 3, 1954, S. 409, Linnés Typusmaterial anerkannt, aber nicht festlegt, welcher der beiden Herbarbögen (LINN 621.1 oder 621.2) es sein soll. Daher findet Artikel 9.15 des ICBN = International Code of Botanical Nomenclature (Vienna Code) hier keine Anwendung, und deshalb muss die Wahl des El Hadidi befolgt werden. Ein Synonym für Peganum harmala L. ist Peganum dauricum L.
Die Gattung Peganum L. wurde der Familie Peganaceae Tiegh. ex Takht. und davor der Familie Zygophyllaceae zugeordnet. Doch von den anderen Zygophyllaceae unterscheidet sich Peganum morphologisch und genetisch deutlich.
Ob es bei Peganum harmala Subtaxa, beispielsweise Unterarten, gibt, wird kontrovers diskutiert. Bei manchen Autoren sind die beschriebenen Subtaxa Synonyme von Peganum harmala oder anderen Peganum-Arten.

## Namensherkunft
Der Gattungsname Peganum leitet sich vom griechischen Namen πηγανον (peganon) ab. Dioskurides bezeichnete mit peganon die Rautenarten Bergraute, Ruta montana (L.) L., und Gartenraute, Ruta graveolens L. Mit peganon agrion („wildes Peganon“ bzw. „Wilde Raute“) bezeichnete er die Art Peganum harmala L., also die Steppenraute.

## Inhaltsstoffe
Peganum harmala enthält die β-Carboline Harmalin, Harmin, Tetrahydroharmin, verwandte Basen wie Harmalol und Harmidin, sowie die Chinazolinalkaloide Vasicin, Vasicinon und Desoxyvasicin. Harmin und Harmalin sind reversible Monoaminooxidase-Hemmer (MAO-Hemmer).
Die äußere Schicht der Samen enthält große Mengen Harmin. Die höchsten Harman-Alkaloid-Konzentrationen finden sich in den Samen der Pflanze und wurden in einer Studie mit mindestens 5,9 % (des Trockengewichts) beziffert. Die Stängel und Stiele von Peganum harmala enthalten etwa 0,36 % Alkaloide, die Blätter etwa 0,52 % und die Wurzeln bis zu 2,5 %.
Inhaltsstoffgehalte der Samen:
- Harmin: 0,44 %[34]–1,84 %[31]–4,3 %[35]
- Harmalin: 0,25 %[31]–0,79 %[34]–5,6 %[35]
- Tetrahydroharmin 0,1 %[35]
- Harman: 0,16 %[31]
- Harmalol: 0,6 %[35]–3,90 %[31]
- Vasicin (Peganin): 0,25 %[34]
- Vasicinon: 0,0007 %[34]
- Desoxyvasicin (Desoxypeganin): ? %

## Verwendung

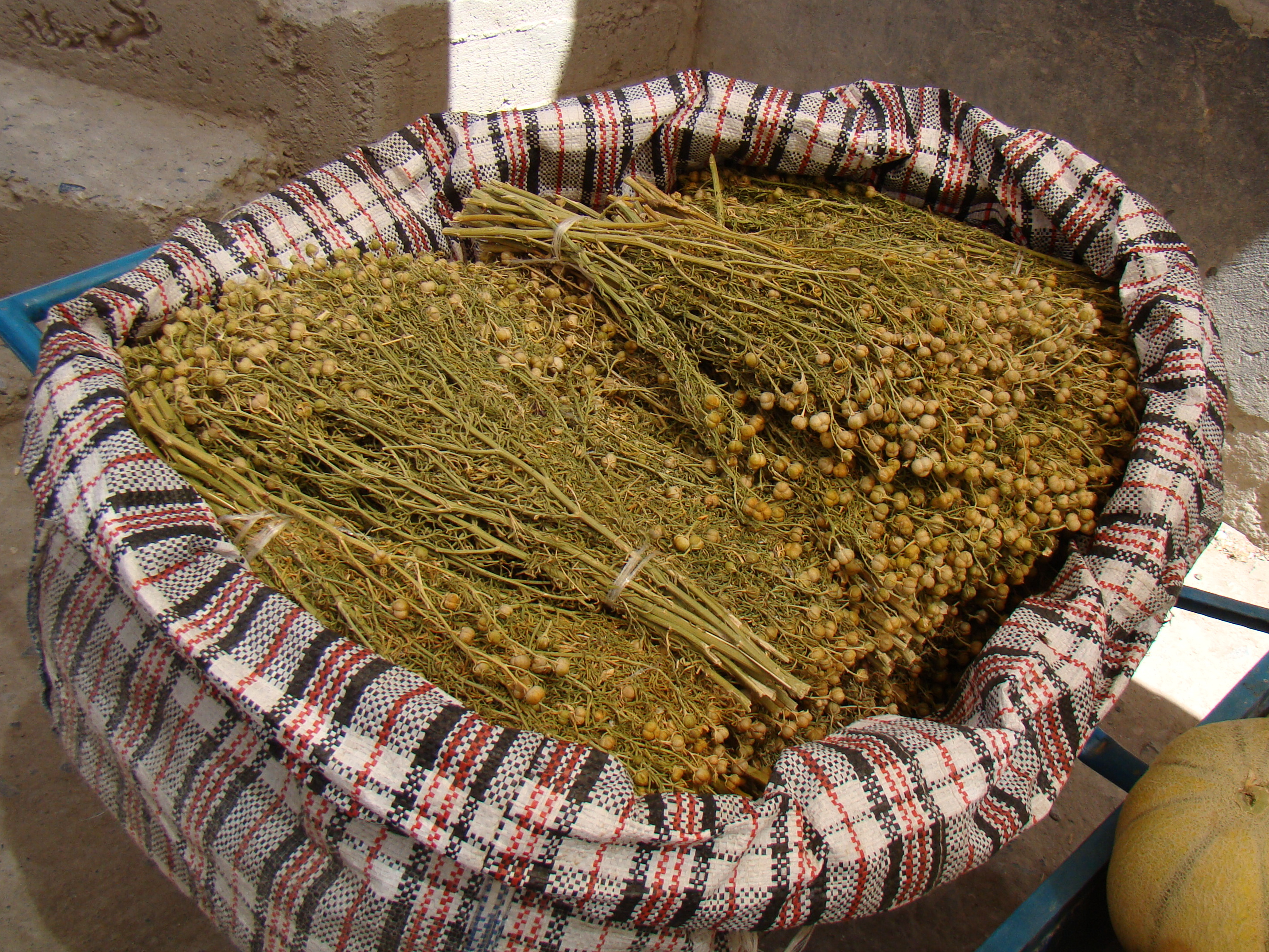
Peganum harmala auf dem Markt

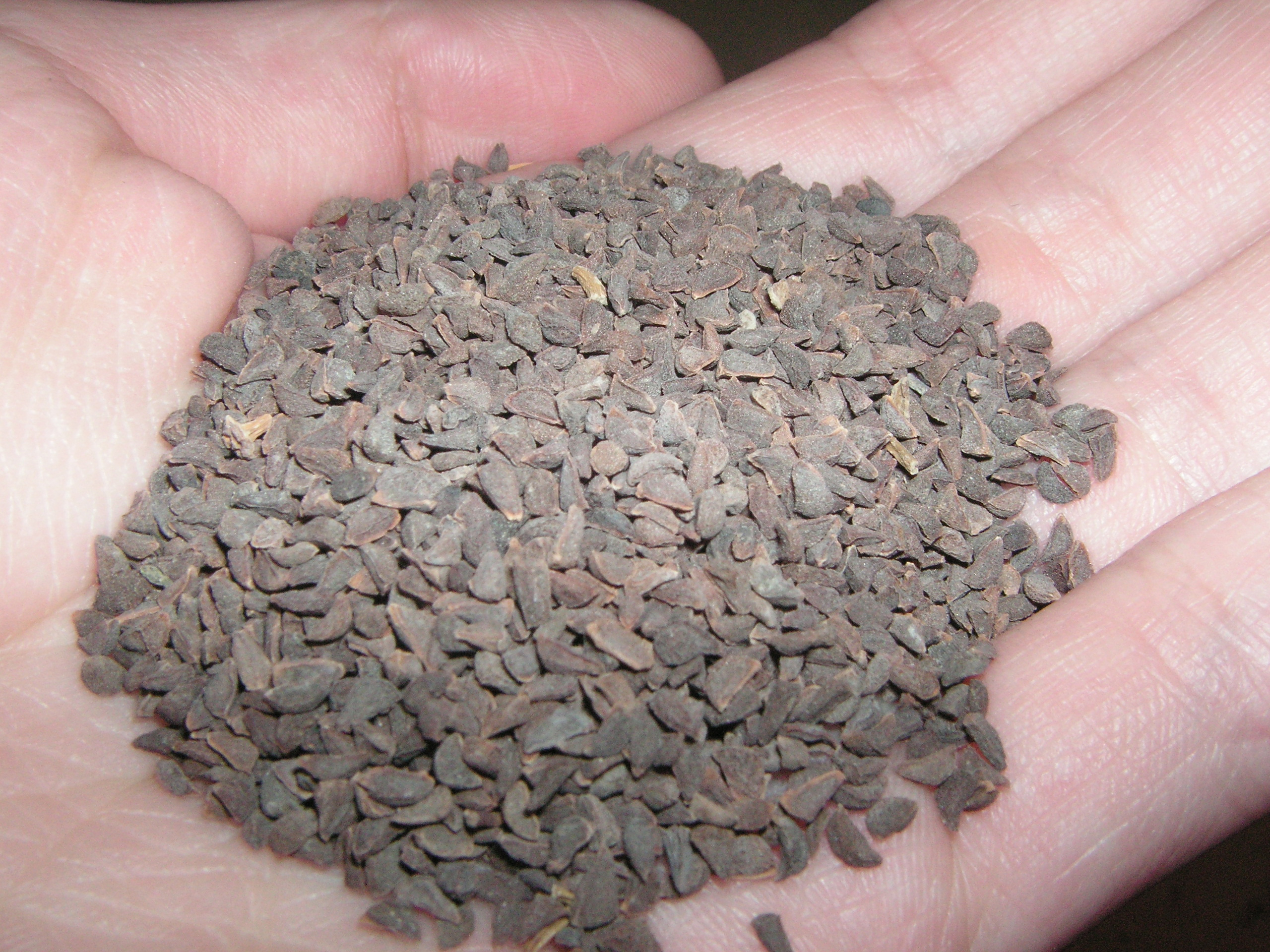
Samen

### Traditionelle Verwendung
Die Samen haben einen intensiven Geruch und schmecken sehr bitter.
Traditionell im Mittleren Osten und Westasien zur rituellen Verräucherung, Duftzwecken und als Färbemittel für Teppiche und Wolle eingesetzt, finden die Samen auch heute noch vielfach in türkischen und iranischen Kulturkreisen unter dem Namen Üzerlik (Türkisch) bzw. Espand (Persisch) oder auch Spilani (Paschto) als vielfältig einsetzbares Haushaltsmittel Verwendung.

### Verwendung als Entheogen

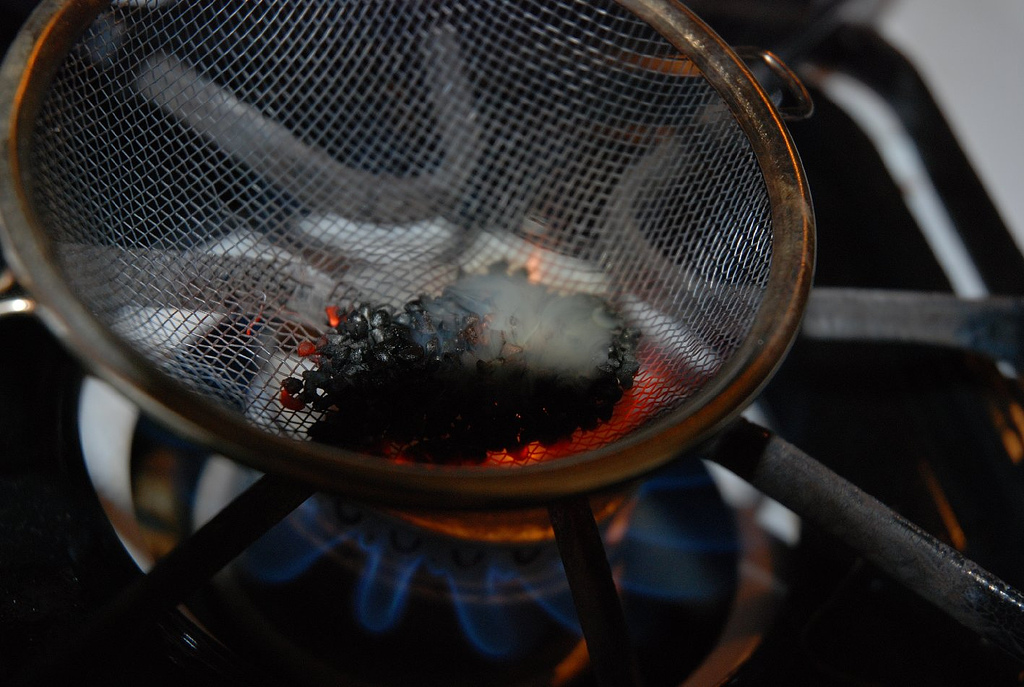
Die Samen der Steppenraute werden über einer Gasflamme verräuchert.

Die Samen werden, aufgrund der durch die enthaltenen Harman-Alkaloide eintretende MAO-Hemmung, in der Regel als Teil eines Ayahuasca-Analogons oral konsumiert. Reversible MAO-Hemmer werden benutzt, um die Wirkung psychoaktiver Drogen zu steigern, abzuwandeln oder eine Wirkung bei oraler Verabreichung erst zu ermöglichen. Seltener sind alternative Konsumarten wie Rauchen, Räuchern oder Vaporisieren vorzufinden. Die Kombination mit Dimethyltryptamin (DMT) aus der südamerikanischen Pflanzenart Psychotria viridis (die Standard-DMT-Quelle für Ayahuasca) oder einheimischer Pflanzenarten, etwa Schilfrohr und Pfahlrohr, dient religiös-schamanischen und nichtmedizinischen Heilzwecken. Peroral ist DMT ohne zusätzliche Einnahme von reversiblen MAO-Hemmern nicht wirksam. Die Wirkung der Samen mit anderen Drogen ist kaum vorhersehbar und kann unter Umständen gefährlich sein. Die Harman-Alkaloide sind in höherer Dosierung von gewissen unangenehmen Nebenwirkungen begleitet (z. B. Erbrechen).

### Wirkung
Neben sedativer, antidepressiver, aphrodisierender, harntreibender, verdauungsfördernder und halluzinogener, haben die Inhaltsstoffe der Steppenraute auch eine abtreibende Wirkung. Es wird angenommen, dass die abtreibende Wirkung von Peganum harmala auf Chinazolin-Alkaloide wie Vasicin und Vasicinon zurückzuführen ist, denn es wurde festgestellt, dass diese eine uterusstimulierende Wirkung haben, anscheinend durch die Freisetzung von Prostaglandinen.
Aufgrund der MAO-Hemmung kann durch Mischkonsum mit einer Vielzahl von Drogen und Medikamenten (Alkohol, Ecstasy, Opiate, Serotonin-Wiederaufnahmehemmer, DXM etc.) ein mitunter tödlich verlaufendes Serotonin-Syndrom auftreten. Zahlreiche Medikamente, die mit MAO-Hemmern fatal wechselwirken können, sind unbedingt im Einvernehmen mit dem behandelnden Arzt, mehrere Wochen vor der geplanten Einnahme von Steppenraute abzusetzen. Diätrichtlinien für den gleichzeitigen Konsum von tyrosin- und histaminhaltigen Lebensmitteln mit reversiblen MAO-Hemmern sind eventuell angezeigt.

### Rechtsstatus
Steppenraute ist mit wenigen Ausnahmen in nahezu allen Ländern der Welt legal erhältlich. Auch für traditionelle Verwendungszwecke sind die Samen in türkischen und iranischen Lebensmittelgeschäften Europas anzutreffen.

## Trivialnamen in anderen Sprachen
Trivialnamen in anderen Sprachen sind (Auswahl):
- Englische Sprache: african rue, wild rue, rue weed, isband, ozallaik, ruin weed, Syrian rue, Harmal,[1][20] Turkey red[9]
- Französische Sprache: rue sauvage[1]
- Spanische Sprache: alharma, gamarza[1]
- Ladakhische Sprache: སེཔན Sepan Marathi: Harmala[9]
- Hindi: Harmal, Isband, Isband Lahouri[9]
- Kannada: eeme goranti[9]
- Sanskrit: haramala, soma[9]
- Tamil: simaiyalavinai, simaiyaravandi, cimai alavanam[9]
- Telugu: shima-goranti-vittulu[9]
- Urdu: Ispand, Aspand, Tukhm kunch hi maing[9]
- Chinesische Sprache: 骆驼蓬 luo tuo peng[4]